# بلا قيود (مسلسل)
بلا قيود مسلسل كويتي إنتاج 2006، من تأليفبراك عبد المحسن الحريبي وإخراج حسن سراب.

## بطولة
- سعد الفرج (أبو فهد)
- أحلام محمد (حصة)
- هدى الخطيب
- فاطمة عبد الرحيم
- علي جمعة (فهد)
- محمد حسن (سلطان)
- شهاب حاجيه
- عبير أحمد (دانة)
- حسين حجي
- محمد الأمير
- شهد الياسين
- حنان كرم
- ناصح الفضلي
- عباس مراد (سلمان)
- هبة سليمان (شيخة)
- فاتن الدالي